# Банфи, Эмилио
Эмилио Банфи (итал. Emilio Banfi; 1881, Саронно, Ломбардия — XX век) — итальянский легкоатлет, выступавший в беге на средние дистанции и марафонском беге. Участник летних Олимпийских игр 1900 года.

## Биография
Эмилио Банфи родился в 1881 году в итальянской коммуне Саронно.
Выступал в легкоатлетических соревнованиях за миланский «Подистико». В 1899 году стал серебряным призёром чемпионата Италии в беге на 1 милю.
В 1900 году вошёл в состав сборной Италии на летних Олимпийских играх в Париже. В беге на 800 метров выбыл в полуфинале. Также был заявлен в беге на 1500 метров и марафонском беге, но не вышел на старт. Во время Олимпиады был корреспондентом «Гадзетты делло Спорт».
О дальнейшей жизни данных нет.